# OTI 1984
La XIII edición del Gran Premio de la Canción Iberoamericana o el Festival de la OTI se realizó el 10 de noviembre de 1984 en el Auditorio Nacional de la Ciudad de México. Por primera vez se eliminó el jurado por país, designándose un jurado de personas vinculadas al mundo de la música que votaron secretamente en la misma sala. Entre otros, lo integraban Antonio Vodanovic, Rocío Dúrcal, Juan Carlos Calderón, Mirla Castellanos, María Conchita Alonso y Emmanuel. Se elegían las tres canciones finalistas, las que nuevamente debían ser interpretadas antes de dirimir los lugares que ocuparía cada una de ellas.
En esta edición sería la primera vez en la que Uruguay no participará en el festival, debido a la difícil situación política que se vivió en el país charrúa entre 1983 y 1984 no fue posible organizar el Festival OTI Nacional de Uruguay y por lo tanto no se seleccionó a un representante para el Festival OTI Internacional. Por otro lado, en el Festival de la OTI de 1984 sería la séptima vez de que Bolivia se ausentaría del evento, esto a razón de la también de la difícil situación política que vivía de aquel país en aquella época, siendo que el gobierno reprimía todo tipo de manifestaciones artísticas por temor a que eso propiciara una revuelta popular, por lo tanto fue cancelado el Festival OTI Nacional de Bolivia y por ende no se seleccionó a un representante que fuera a la Ciudad de México a cantar.  

## Desarrollo
Se destacaron la participación del chileno Fernando Ubiergo, ganador del Festival Internacional de la Canción de Viña del Mar en 1978 con El tiempo en las bastillas y del Festival Internacional de la Canción de Benidorm en 1982 con Yo pienso en ti; la portuguesa Adelaide Ferreira, quien al año siguiente también representó a su país Portugal en el Festival de la Canción de Eurovisión 1985; la popular intérprete mexicana Yuri, que en ese momento se encontraba en la cumbre de su carrera; el grupo español Bohemia (con un estilo muy similar a Mocedades), así como el tema Una gaviota sobre el mar, que es interpretado por la cantante paraguaya Valencia y compuesto por Casto Darío, uno de los integrantes del famoso conjunto Los Tres Sudamericanos, de gran prestigio en España. 
El triunfo fue para Chile con el tema Agualuna, compuesto y cantado por Fernando Ubiergo. En el segundo puesto lo obtuvo Portugal gracias Adelaide Ferreira con el tema «Vem no meu sonho», mientras que en el tercer puesto lo recayó el anfitrión México, quien presentó la canción de Tiempos mejores, que es interpretada por la popular cantante Yuri. Aunque en la recta final del festival sólo se desvelaron los tres primeros lugares, posteriormente se conoció la votación completa del jurado, quien puso en el cuarto puesto a España, con la balada Cada día al despertar, interpretada por el grupo Bohemia y compuesta por Javier Ibarrondo.
Como anécdota, la noche de la victoria chilena, el país vencedor se hallaba bajo estado de sitio producto de diversos atentados extremistas; y luego de la ceremonia de premiación, a minutos de aparecer en un estelar de televisión, la guitarra de Fernando Ubiergo fue encontrada rota, según se dice, que es a manos de un admirador de Yuri.
El orden de las presentaciones musicales del festival fueron los siguientes: 1) Antillas Neerlandesas; 2) Puerto Rico; 3) Venezuela; 4) Estados Unidos; 5) Panamá; 6) Honduras; 7) Brasil; 8) Nicaragua; 9) República Dominicana; 10) Chile; 11) Paraguay; 12) Portugal; 13) Guatemala; 14) Perú; 15) México; 16) Ecuador; 17) España; 18) Argentina; 19) El Salvador; 20) Costa Rica; 21) Colombia.

## Jurado internacional
- Antonio Vodanovic
- Mirla Castellanos
- Rocío Dúrcal
- Juan Carlos Calderón
- María Conchita Alonso
- Emmanuel
- Ednita Nazario

## Participantes
| País                  | Título de la canción                     | Título de la canción                     |
| País                  | Artista                                  | Idioma                                   |
| --------------------- | ---------------------------------------- | ---------------------------------------- |
| Antillas Neerlandesas | «La verdad»                              | «La verdad»                              |
| Antillas Neerlandesas | Gabriel Flores                           | Español                                  |
| Argentina             | «La luz de mi escritorio no se enciende» | «La luz de mi escritorio no se enciende» |
| Argentina             | Alan y Roy                               | Español                                  |
| Brasil                | «Barcas perdidas»                        | «Barcas perdidas»                        |
| Brasil                | Moacyr Franco                            | Español                                  |
| Chile                 | «Agualuna»                               | «Agualuna»                               |
| Chile                 | Fernando Ubiergo                         | Español                                  |
| Colombia              | «Por lo que habías jurado»               | «Por lo que habías jurado»               |
| Colombia              | Christopher y Ximena                     | Español                                  |
| Costa Rica            | «Para el ciego del acordeón»             | «Para el ciego del acordeón»             |
| Costa Rica            | Álvaro Esquivel Valverde                 | Español                                  |
| Ecuador               | «Déjame saber»                           | «Déjame saber»                           |
| Ecuador               | Alfredo Mármol                           | Español                                  |
| El Salvador           | «Soy»                                    | «Soy»                                    |
| El Salvador           | Carlos Hernández                         | Español                                  |
| España                | «Cada día al despertar»                  | «Cada día al despertar»                  |
| España                | Bohemia                                  | Español                                  |
| Estados Unidos        | «Señora mi madre»                        | «Señora mi madre»                        |
| Estados Unidos        | Alberto Ruiz                             | Español                                  |
| Guatemala             | «El gran final»                          | «El gran final»                          |
| Guatemala             | Julio Enrique                            | Español                                  |
| Honduras              | «Andar tan solo por andar»               | «Andar tan solo por andar»               |
| Honduras              | Carlos Brizio                            | Español                                  |
| México                | «Tiempos mejores»                        | «Tiempos mejores»                        |
| México                | Yuri                                     | Español                                  |
| Nicaragua             | «Vuela canción»                          | «Vuela canción»                          |
| Nicaragua             | Violeta Rostrán                          | Español                                  |
| Panamá                | «Hagamos un pacto»                       | «Hagamos un pacto»                       |
| Panamá                | Dinni y Danny                            | Español                                  |
| Paraguay              | «Una gaviota sobre el mar»               | «Una gaviota sobre el mar»               |
| Paraguay              | Valencia                                 | Español                                  |
| Perú                  | «Todos los días pueden ser Navidad»      | «Todos los días pueden ser Navidad»      |
| Perú                  | Raúl Vásquez                             | Español                                  |
| Portugal              | «Vem no meu sonho»                       | «Vem no meu sonho»                       |
| Portugal              | Adelaide Ferreira                        | Portugués                                |
| Puerto Rico           | «Todo llega»                             | «Todo llega»                             |
| Puerto Rico           | Lou Briel                                | Español                                  |
| República Dominicana  | «La vida es alegría»                     | «La vida es alegría»                     |
| República Dominicana  | Sonia Alfonso                            | Español                                  |
| Venezuela             | «Ilusión de un soñador»                  | «Ilusión de un soñador»                  |
| Venezuela             | José Antonio García Hernández            | Español                                  |

## Resultados
</FONT

| Nr. | País                                                 | Artista(s)                    | Canción                                | Posición |
| --- | ---------------------------------------------------- | ----------------------------- | -------------------------------------- | -------- |
| 1   | Antillas Neerlandesas                                | Gabriel Flores                | La verdad                              |          |
| 2   | Puerto Rico                                          | Lou Briel                     | Todo llega                             | 5        |
| 3   | Venezuela                                            | José Antonio García Hernández | Ilusión de un soñador                  |          |
| 4   | Estados Unidos                                       | Alberto Ruiz                  | Señora mi madre                        |          |
| 5   | Panamá                                               | Dinni y Danny                 | Hagamos un pacto                       |          |
| 6   | Honduras                                             | Carlos Brizio                 | Andar tan sólo por andar               |          |
| 7   | Brasil                                               | Moacyr Franco                 | Barcas perdidas                        |          |
| 8   | Nicaragua                                            | Violeta Rostrán               | Vuela canción                          |          |
| 9   | República Dominicana                                 | Sonia Alfonso                 | La vida es alegría                     |          |
| 10  | Chile                                                | Fernando Ubiergo              | Agualuna                               | 1        |
| 11  | Paraguay                                             | Valencia                      | Una gaviota sobre el mar               |          |
| 12  | Portugal                                             | Adelaide Ferreira             | Vem no meu sonho                       | 2        |
| 13  | Guatemala                                            | Julio Enrique                 | El gran final                          |          |
| 14  | Perú                                                 | Raúl Vásquez                  | Todos los días pueden ser Navidad      | 15       |
| 15  | México                                               | Yuri                          | Tiempos mejores                        | 3        |
| 16  | Ecuador                                              | Alfredo Mármol                | Déjame saber                           | 6        |
| 17  | España                                               | Bohemia                       | Cada día al despertar                  | 4        |
| 18  | Argentina                                            | Alan y Roy                    | La luz de mi escritorio no se enciende |          |
| 19  | El Salvador                                          | Carlos Hernández              | Soy                                    |          |
| 20  | Costa Rica                                           | Álvaro Esquivel Valverde      | Para el ciego del acordeón             |          |
| 21  | Colombia                                             | Christopher y Ximena          | Por lo que habías jurado               |          |
|     | Lugar: Auditorio Nacional - Ciudad de México, México |                               |                                        |          |